# Harry Oliver (Szenenbildner)
Harry Griffith Oliver (* 4. April 1888 in Hastings, Minnesota; † 5. Juli 1973 in Woodland Hills, Los Angeles, Kalifornien) war ein US-amerikanischer Filmarchitekt, Architekt und Designer.

## Leben

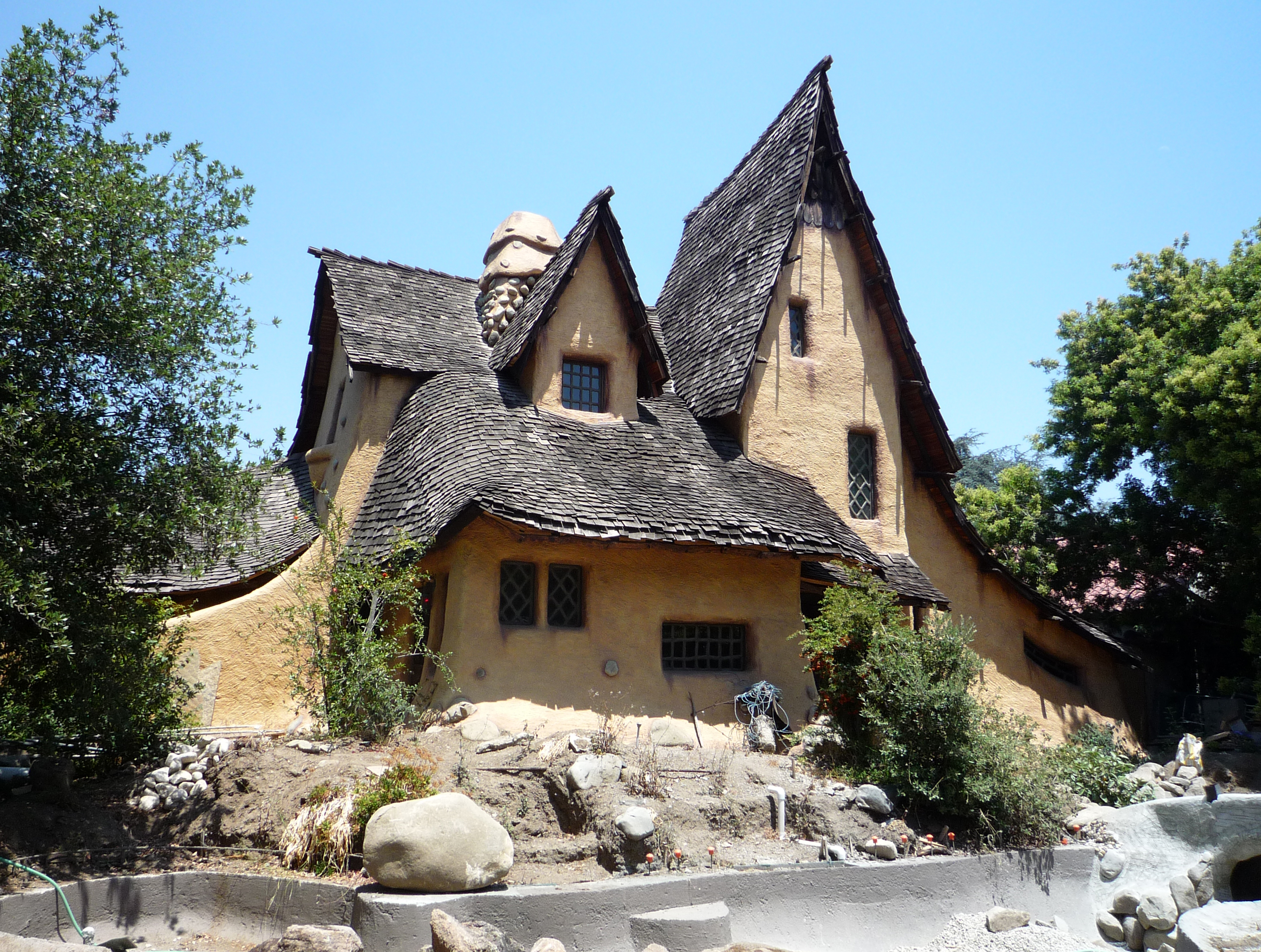
Das Spadena House in Beverly Hills aus dem Jahr 1921

Oliver begann 1919 seine Laufbahn als Filmarchitekt bei Stummfilmen und wirkte erstmals an The Face of the World (1919) mit.
Nach Ben Hur (1925) wurde er bei der ersten Oscarverleihung 1929 für den Oscar in der Kategorie bestes Szenenbild im Film Im siebenten Himmel (1927) von Frank Borzage nominiert. Bei der darauffolgenden Oscarverleihung im April 1930 war er für sein Szenenbild in dem ebenfalls von Borzage gemachten Film Engel der Straße (1928) erneut für den Oscar nominiert.
Des Weiteren schuf er das Szenenbild neben zahlreichen weiteren Filmen auch für Die erste Frau im Leben (1929) von Frank Borzage, Unser täglich Brot (1930) von Friedrich Wilhelm Murnau, Filmverrückt (1932) von Clyde Bruckman mit Harold Lloyd sowie Schrei der Gehetzten (1934) von Jack Conway, Howard Hawks und William A. Wellman.
Oliver war darüber hinaus als Designer tätig und schuf die Windmühlengebäude für die US-amerikanische Bäckereikette van de Kamp. Daneben schuf er als Architekt Gebäude im sogenannten Storybook House-Stil, einem in den 1920er Jahren in England und den USA populären Architekturstil. Eines seiner bekanntesten Gebäude ist dabei das Spadena House in Beverly Hills aus dem Jahr 1921, das auch The Witch’s House (Das Hexenhaus) genannt wird. Dieses diente auch immer wieder als Filmkulisse wie 1995 in Clueless – Was sonst!.

## Filmografie (Auswahl)
- 1923: Der Markt der Seelen (Souls for Sale)
- 1925: Die kleine Annemarie (Little Annie Rooney) (Bauten-Berater)
- 1926: Sperlinge Gottes (Sparrows)
- 1927: Im siebenten Himmel (Seventh Heaven)
- 1928: Engel der Straße (Street Angel)
- 1929: Die erste Frau im Leben (The River)
- 1930: Unser täglich Brot (City Girl)
- 1932: Filmverrückt (Movie Crazy)
- 1934: Schrei der Gehetzten (Viva Villa!)
- 1934: Harold Lloyd, der Strohmann (The Cat's Paw)
- 1937: Make a Wish